# Utbytbar optik
Utbytbar optik brukar finnas som utbytbara okular med standardmått till kikare, teleskop och mikroskop.
Till kinokameror och förstoringsapparater brukar objektiven bytas ut i någon form av gänga såsom  c eller Leica 3m gänga.
Förstoringsapparater använder sig av objektivplattor, liksom även storformatskameror där objektiven monteras med en mutterliknande anordning.

## Kameror
Till kameraobjektiv finns flera standardfattningar, såväl öppna som märkesstandarder.
Vissa kameramärken har genom tiderna haft flera olika fattningar. 
Ett exempel är Canon: när man bytte från kameror med manuell fokusering till autofokuskameror införde man en ny objektivfattning. Detta medförde att de gamla Canon-objektiven av typen FD och (äldre) FL inte kan användas på Canon-kameror med autofokus.
Minolta gjorde på ungefär samma sätt.
Även Nikon bytte från manuell fokusering, men i deras fall går det att använda de gamla manuella objektiven på Nikons autofokuskameror.
Samma sak gäller Pentax: man kan använda de gamla manuella objektiven på nya Pentax-kameror, med hjälp av en adapter.
För övrigt använder Samsung samma objektivfattning som Pentax, de båda företagen har ett nära samarbete.

## Småbild
Bland gängorna finnes Leica 3m och E-gängan, även kallad Pentax-gänga och M42-fattning.
Det har pågått en diskussion om huruvida gänga eller bajonettfattning är bäst; till bajonettfattningens fördel framhölls att de medgav snabba objektivbyten. Gängans förespråkare framhöll att det aldrig uppstod glapp i gängan. Idag har de flesta fotografer zoomobjektiv som standard och objektivbyten sker mera sällan på systemkameror.
E-gängan var en öppen standard som stöddes av till exempel Asahi Pentax och Praktica fram till 1976- då den så kallade K- bajonetten introducerades av Pentax såsom öppen standard. Skälet till att Pentax övergav E-gängan var att 42 mm-öppning inte kunde användas med vissa nya objektivkonstruktioner som krävde större öppning i kameran.
Här kunde mindre kameramärken haka på och ändå få tillgång till stora tillbehörssystem.
Ett sådant märke var Chinon. Det fanns två automatiksystem för E-gängan, dels Pentax mekaniska bländarringsöverföring, samt östtyska Prakticas elektriska överföring. En kamera som än idag kan fås med E-gänga är ryska Zenit.
Många tillverkare valde att använda sina egna bajonettfattningar, såsom Hasselblad, Leica, Nikon (Fujika använde Nikons bajonett), Canon, Olympus, Konica och Minolta (numera Sony Alfa). Den tekniska utvecklingen har gjort att många fattningar blivit föråldrade, bl.a. har Canon och Olympus bytt sin bajonett. Båda systemen medgav användning av äldre objektiv.
Tillverkarna av piratobjektiv saluförde sina objektiv med flertalet av dessa anslutningar.
Till att börja med ansågs piratobjektiv vara av sämre kvalitet men de förbättrades under sjuttiotalet och idag finns ingen nämnvärd skillnad i skärpa mellan original och utbytbara piratobjektiv.
Tamron utvecklade en objektivserie som kunde byta bajonettadapter snabbt med bibehållen automatik.
I slutet av 80-talet marginaliserades marknaden för utbytbata objektiv beroende på att kvaliteten på zoomobjektiven förbättrades och fick en helt annan prisbild.

## Mellanformat
Mellanformatskameror är professionella och har en ekonomiskt stark användargrupp, kamerorna har alla sina egna märkesbajonetter, till och med flera olika.
Dessa är Hasselblad, Mamiya, Pentax, Kiev, Edixa, Rolleiflex, Bronica mm

## Teleskop
Bland amatörteleskoptillverkare har en standarddiameter på okularen vuxit fram, nämligen 1,25-tumsformatet (32-mm).